# Johann Esser
Johann Esser (* 10. April 1896 in Wickrath; † 2. September 1971 in Moers) war ein deutscher Dichter und Gewerkschafter.

## Leben
Johann Esser wuchs in einem Waisenhaus auf und arbeitete nach seiner Schulzeit zunächst als Weber. Während des Ersten Weltkriegs wurde er als Infanterist eingezogen. Anschließend arbeitete Esser als Bergarbeiter im niederrheinischen Steinkohlegebiet, unter anderem auf der Zeche Diergardt in Duisburg-Rheinhausen, wurde Gewerkschaftsmitglied und trat der KPD bei. Inspiriert durch die frühe Arbeiterdichtung verfasste er Gedichte und Geschichten aus der Welt der Arbeit.
1933 wurde er als Kommunist und Gewerkschafter in „Schutzhaft“ genommen und wegen Hochverrats angeklagt. Im KZ Börgermoor verfasste Esser zusammen mit Wolfgang Langhoff den Text des Liedes von den Moorsoldaten als Widerstandslied gegen Verfolgung und Unterdrückung, das am 27. August 1933 mit 16 Sängern des Solinger Arbeitergesangsvereins uraufgeführt wurde. Die Melodie komponierte der Mithäftling Rudi Goguel.  In den folgenden Jahren lebte er wegen wiederholter Verhaftungen und der Unmöglichkeit, eine Anstellung zu finden, mit seiner Familie in großer wirtschaftlicher Not. Vermutlich um einer weiteren Verfolgung zu entgehen, schrieb Esser in dieser Zeit einige Gedichte für nationalsozialistische Publikationen, z. B. „Wir kapitulieren nicht!“ und „Schlachtschiff Bismarck“, in denen er den Nationalsozialismus und Adolf Hitler mit pathetischen Worten lobte.

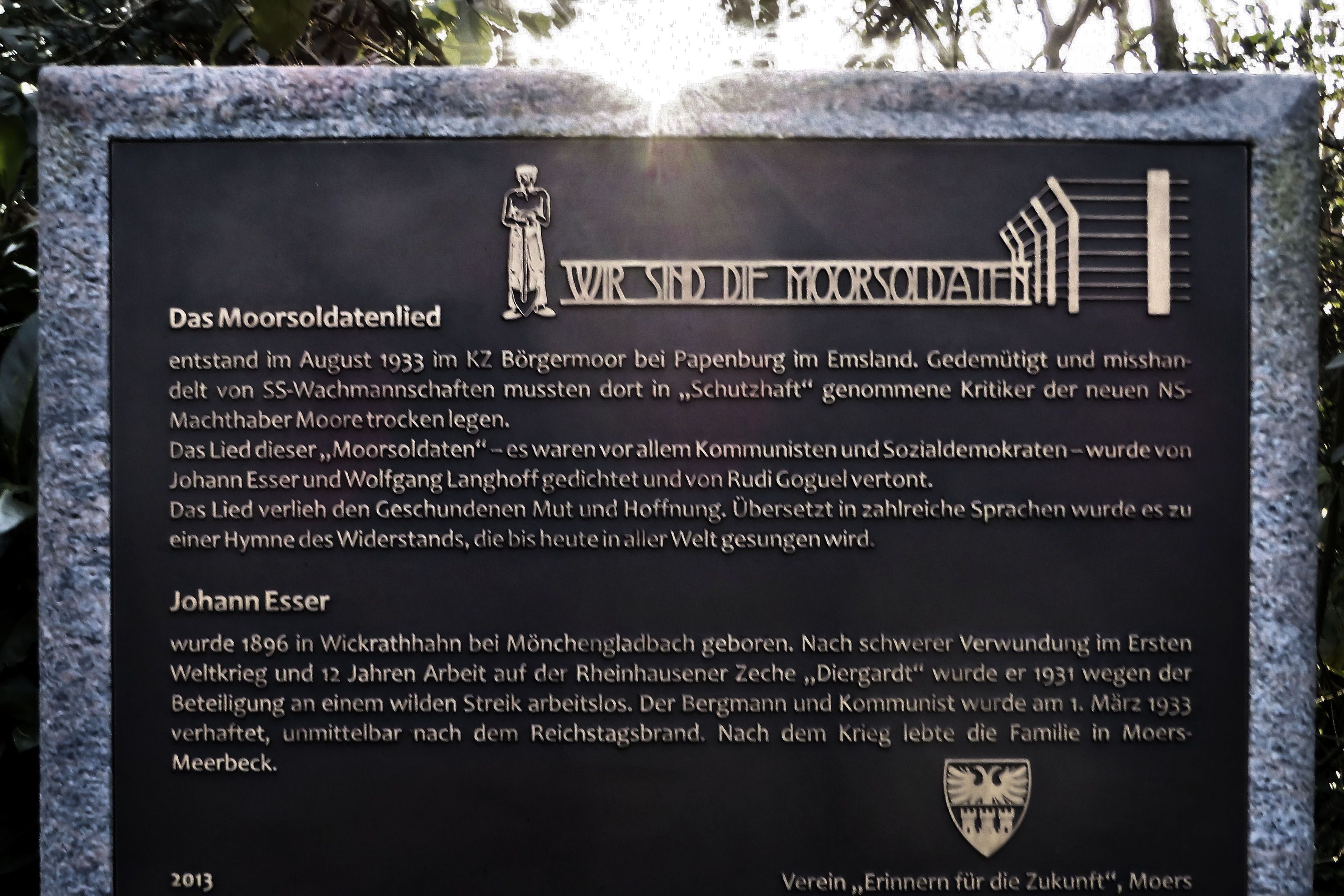
Gedenktafel an das Moorsoldatenlied am Grabmal von Johann Esser auf dem Trompeter Friedhof (Rheinhausen)

Nach dem Zweiten Weltkrieg nahm er seine gewerkschaftliche Tätigkeit wieder auf. In der Zeit des Stalinismus löste er sich vom Kommunismus. Esser wurde 1960 verrentet und veröffentlichte weiterhin Gedichte in Zeitungen. Er starb 1971 in Moers. Sein Grab (und eine Gedenktafel) befinden sich auf dem Friedhof Trompet in Duisburg-Rheinhausen.

## Gedenken und Ehrungen
Im Moerser Stadtteil Meerbeck ehrt ihn der Johann-Esser-Platz. Auf dem Barbaraplatz in Meerbeck wurde am 28. September 2024 ein Denkmal zur Erinnerung an den Arbeiterwiderstand im Altkreis Moers und an Johann Esser errichtet.

## Belege
1. ↑  Geburtsregister Standesamt Wickrath, Nr. 65/1896
2. ↑  Sterberegister Standesamt Moers, Nr. 585/1971
3. ↑  Michael Mäde-Murray: Spaten als Grabkreuze. In: junge welt. 29. Juni 2023, abgerufen am 4. August 2023.
4. ↑  Die Moorsoldaten. In: Folk and Traditional Song Lyrics. Abgerufen am 24. Juli 2022.
5. ↑  Dirk Lüerßen: „Wir sind die Moorsoldaten …“ Die Insassen der frühen Konzentrationslager im Emsland 1933–1936. Biographische Untersuchungen zum Zusammenhang zwischen kategorialer Zuordnung der Verhafteten, deren jeweiligen Verhaltensformen im Lager und der Auswirkungen der Haft auf die weitere Lebensgeschichte. Diss. rer. pol., Universität Osnabrück, 2001, Fachbereich Sozialwissenschaften, S. 276
6. ↑  Ein Denkmal für die Moorsoldaten in Moers. In: DIZ News, Jg. 2024, Nr. 2, S. 15.
7. ↑  Mara Ritterbach: Ehre den Moorsoldaten: Ein Denkmal für den Widerstand gegen den Faschismus. In: sci:moers. 2. Oktober 2024, abgerufen am 5. Oktober 2024 (deutsch).

| Personendaten    | Personendaten                        |
| ---------------- | ------------------------------------ |
| NAME             | Esser, Johann                        |
| KURZBESCHREIBUNG | deutscher Dichter und Gewerkschafter |
| GEBURTSDATUM     | 10. April 1896                       |
| GEBURTSORT       | Wickrath                             |
| STERBEDATUM      | 2. September 1971                    |
| STERBEORT        | Moers                                |